# Ante Žanetić
Ante Žanetić (ur. 18 listopada 1936 w Blato, zm. 18 grudnia 2014 w Wollongong) – piłkarz chorwacki grający podczas kariery na pozycji pomocnika.

## Kariera klubowa
Ante Žanetić piłkarską karierę rozpoczął w klubie GOŠK Dubrownik w 1953. Najlepszy okres w jego karierze to lata 1954–1961, kiedy to był zawodnikiem Hajduka Split. Z Hajdukiem zdobył mistrzostwo Jugosławii w 1955. W 1961 wyjechał do Belgii, gdzie został zawodnikiem Club Brugge. Ostatnim klubem w karierze Žaneticia był Racing White, w którym pożegnał się z futbolem w 1966.

## Kariera reprezentacyjna
Žanetić 12 września 1956 jedyny raz wystąpił w reprezentacji Chorwacji w wygranym 5-2 meczu z Indonezją.
W reprezentacji Jugosławii zadebiutował 20 grudnia 1959 w zremisowanym 1-1 towarzyskim meczu z RFN. W 1960 zdobył wicemistrzostwo Europy. Na turnieju w finałowym we Francji wystąpił w obu meczach z Francją (bramka) i finałowym z ZSRR.
W tym samym roku zdobył złoty medal olimpijski na Igrzyskach w Rzymie. Na turnieju we Włoszech wystąpił w pięciu meczach z Egiptem, Turcją, Bułgarią, Włochami i Danią, który był jego ostatnim meczem w kadrze. Ogółem w barwach plavich wystąpił w 15 meczach, w których zdobył 2 bramki.
| Mecze i gole w reprezentacji | Mecze i gole w reprezentacji | Mecze i gole w reprezentacji | Mecze i gole w reprezentacji | Mecze i gole w reprezentacji | Mecze i gole w reprezentacji | Mecze i gole w reprezentacji |
| #                            | Data                         | Miasto                       | Przeciwnik                   | Gol                          | Wynik                        | Rozgrywki                    |
| ---------------------------- | ---------------------------- | ---------------------------- | ---------------------------- | ---------------------------- | ---------------------------- | ---------------------------- |
| 1.                           | 20.12.1959                   | Hanower                      | RFN                          |                              | 1:1                          | towarzyski                   |
| 2.                           | 01.01.1960                   | Casablanca                   | Maroko                       |                              | 5:0                          | towarzyski                   |
| 3.                           | 03.01.1960                   | Tunis                        | Tunezja                      |                              | 5:1                          | towarzyski                   |
| 4.                           | 24.04.1960                   | Ateny                        | Grecja                       | Gol                          | 5:0                          | el. IO                       |
| 5.                           | 08.05.1960                   | Lizbona                      | Portugalia                   |                              | 1:2                          | el. Euro 60                  |
| 6.                           | 11.05.1960                   | Londyn                       | Anglia                       |                              | 3:3                          | towarzyski                   |
| 7.                           | 22.05.1960                   | Belgrad                      | Portugalia                   |                              | 5:1                          | el. Euro 60                  |
| 8.                           | 06.07.1960                   | Paryż                        | Francja                      | Gol                          | 5:4                          | Euro 60                      |
| 9.                           | 10.07.1960                   | Paryż                        | ZSRR                         |                              | 1:2                          | Euro 60                      |
| 10.                          | 06.08.1960                   | Belgrad                      | Tunezja                      |                              | 7:0                          | towarzyski                   |
| 11.                          | 26.08.1960                   | Pescara                      | Egipt                        |                              | 6:1                          | IO                           |
| 12.                          | 29.08.1960                   | Florencja                    | Turcja                       |                              | 4:0                          | IO                           |
| 13.                          | 01.09.1960                   | Rzym                         | Bułgaria                     |                              | 3:3                          | IO                           |
| 14.                          | 05.09.1960                   | Neapol                       | Włochy                       |                              | 1:1                          | IO                           |
| 15.                          | 10.09.1960                   | Rzym                         | Dania                        |                              | 3:1                          | IO                           |